# Jatropha collina
Jatropha collina är en törelväxtart som beskrevs av Mats Thulin. Jatropha collina ingår i släktet Jatropha och familjen törelväxter. Inga underarter finns listade i Catalogue of Life.